# Berghabit

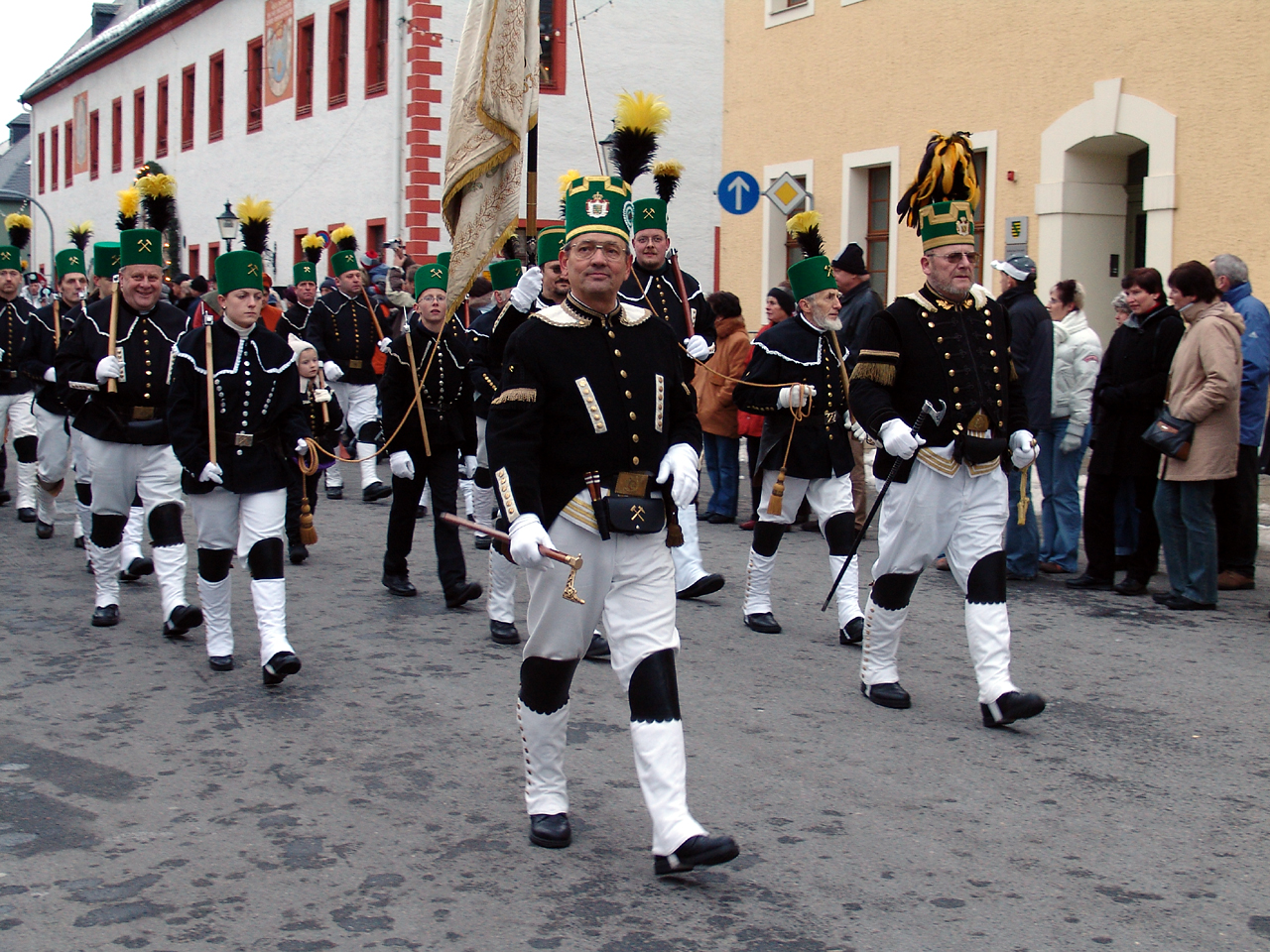
Bergleute in Paradehabit (Bergparade in Marienberg 2005)

Das Berghabit oder Bergmannshabit (gelegentlich auch Bergmannsuniform oder Bergmannstracht) ist die traditionelle Kleidung der Bergleute in Europa. Sie unterscheidet sich nach Regionen, den bergmännischen Tätigkeiten sowie nach Arbeits- und Festkleidung oder -tracht.

## Bestandteile
Bei der Arbeit trug der Bergmann des Mittelalters die Kleidung der jeweiligen Region: Grubenhose, Schuhe und Kittel. Erst nach und nach bildete sich durch die Hinzunahme von unverwechselbaren bergmännischen Elementen wie Arschleder, Kniebügel, Fahrhaube oder -kappe (später Schachthut), dem für die Arbeit benötigten Gezäh, also Fäustel, Eisen, Keile, Keilhaue, Kratze, Schaufel, Brecheisen/Brechstange, Schlägel und Bergeisen, dem Grubengeleucht (oft eine Froschlampe), und der Tscherpertasche (für Tscherpermesser und Lampenzubehör wie Rüböl, Feuerstein und Zunder) die bergmännische Tracht heraus.
Für die einzelnen Berufsgruppen gab es spezifische Elemente. Der Steiger trug zum Beispiel das Steigerhäckel, Häuer und Doppelhäuer trugen Bergbarten. Die Hüttenleute trugen das Leder als Schürze vor dem Bauch („verkehrtherum“) und führten die Firke oder Furkel, den Rechen und das Stecheisen oder Abstichlanze.
Der Marienberger Bergmeister Friedrich Wilhelm Heinrich von Trebra führte 1769 im Kurfürstentum Sachsen das Tragen des schwarzen Berghabits ein.
Bei den für die Montanregionen typischen Bergaufzügen wird noch heute die Vielfalt des Berghabits gezeigt.

## Galerie

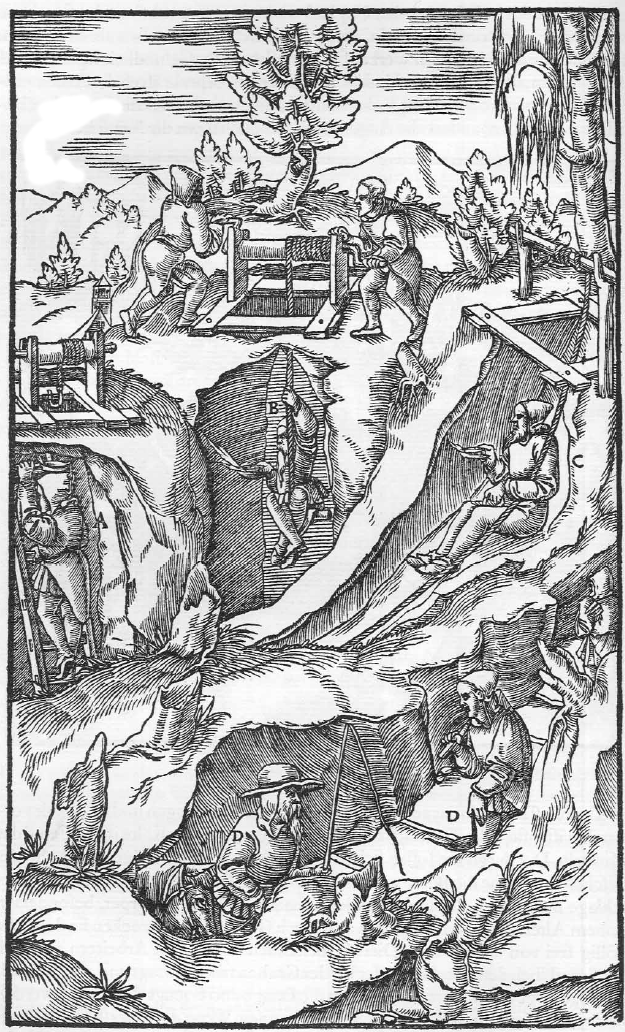
Bergleute mit Fahrhauben (Darstellung nach Agricola Mitte des 16. Jahrhunderts)
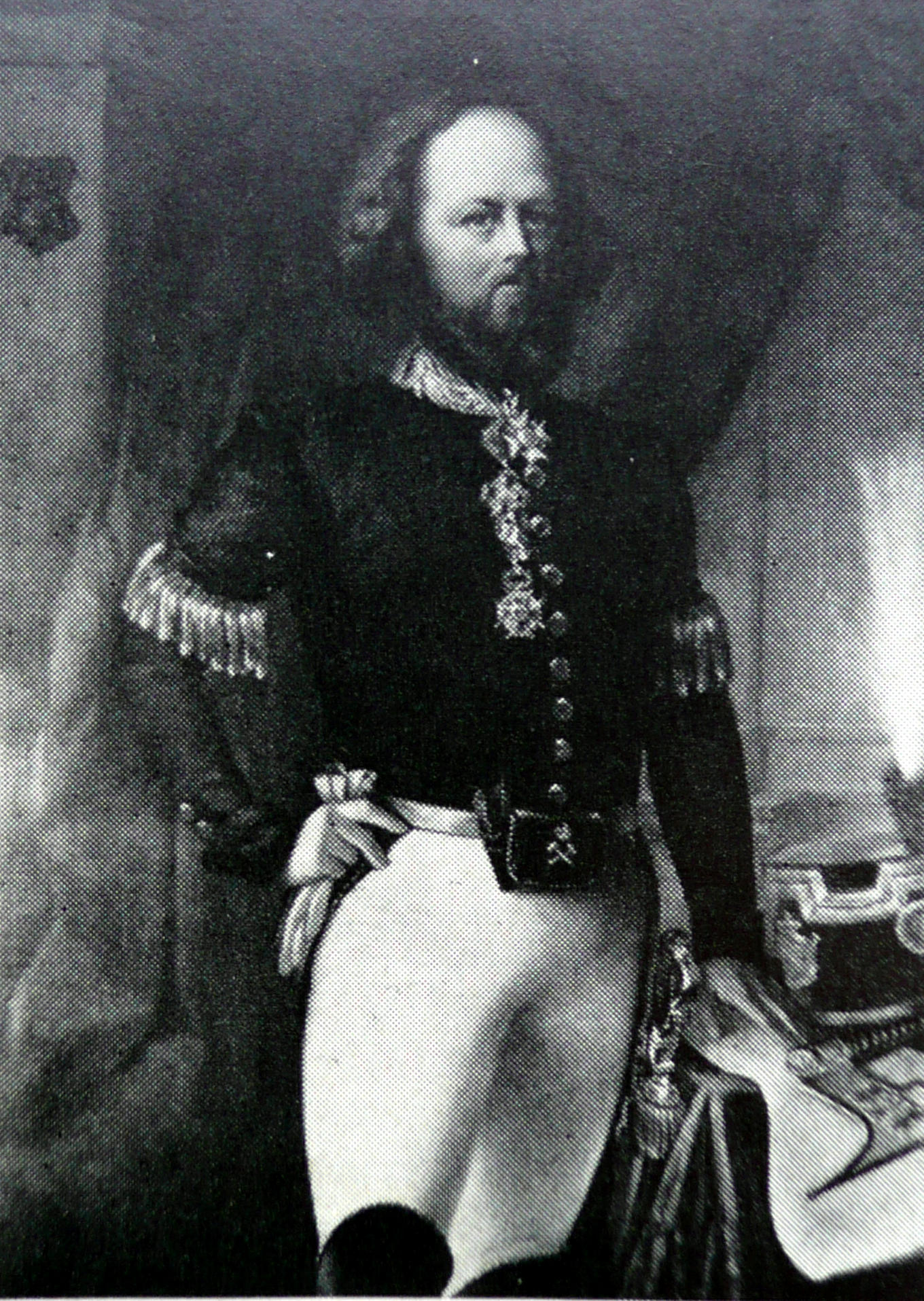
Friedrich Constantin von Beust im Habit als sächsischer Oberberghauptmann
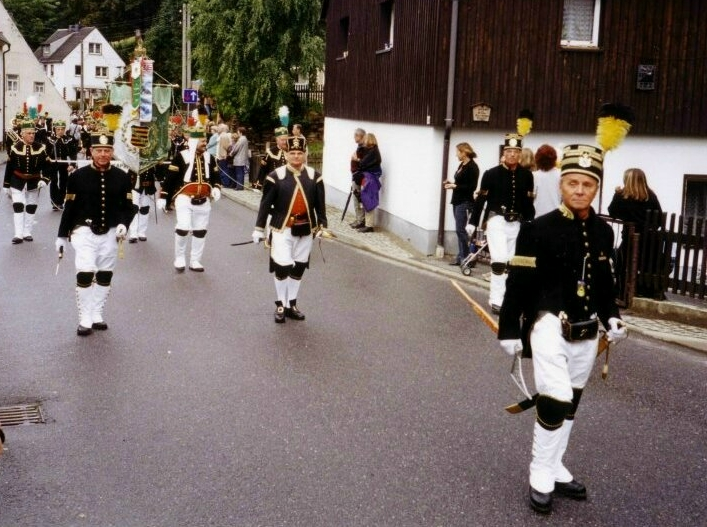
Bergbrüderschaft Pobershau in Paradehabit (2004)
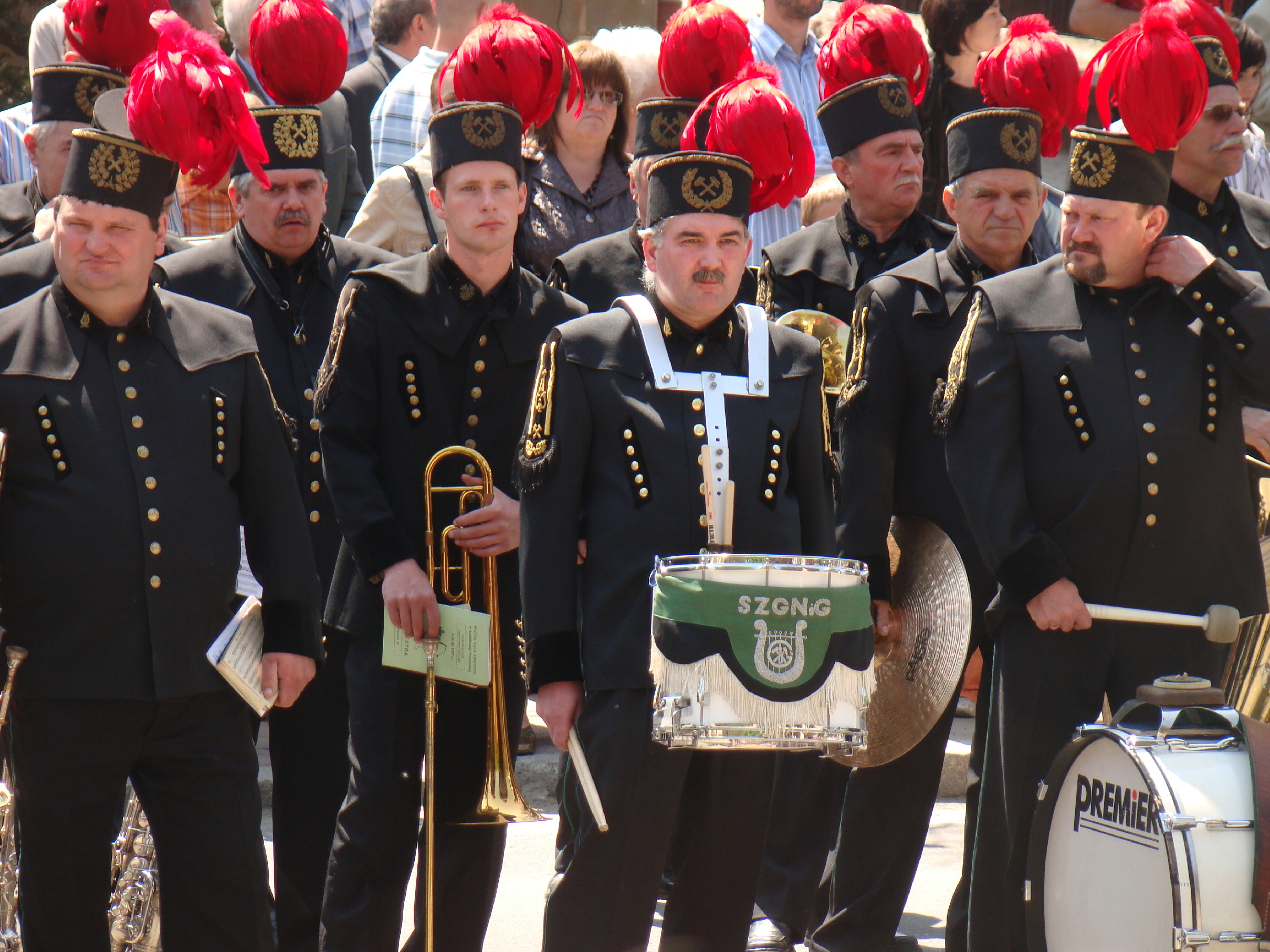
Bergmusikanten im polnischen Sanok (2009)
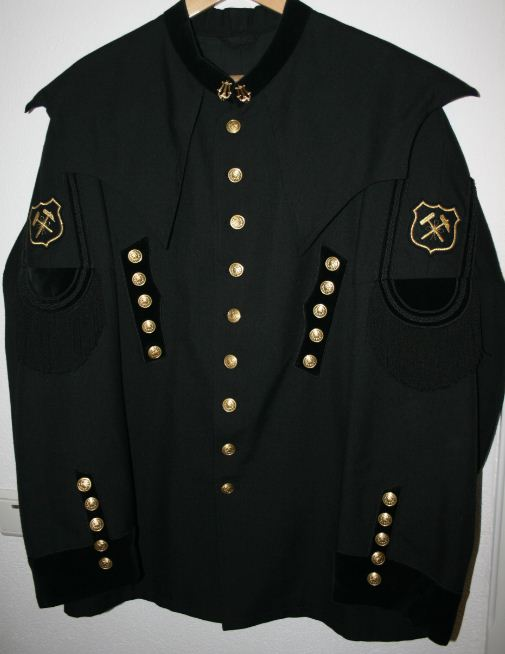
Bergkittel, wie er von Montanisten in Österreich getragen wird
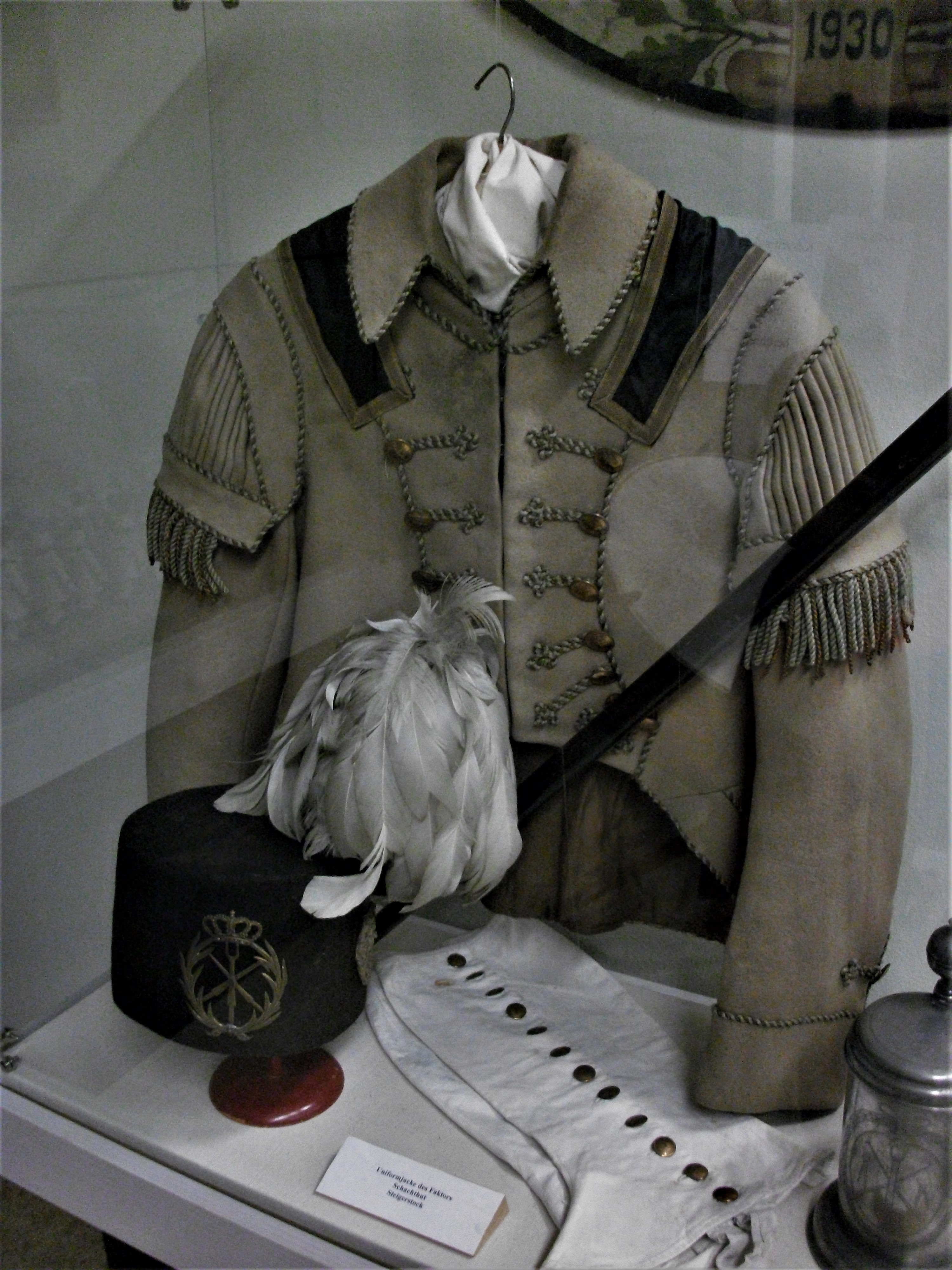
Museum Saigerhütte Grünthal, Berghabit des Faktors

## Preußische Rangabzeichen 1890
Das Berghabit mit Rangabzeichen wurde von preußischen Aufsichtsbeamten sowie von Angestellten und Arbeitern der Staats- und Privatgesellschaften getragen.
| Rangabzeichen       | Amtsbezeichnungen für Staatsbeamte | Berufsbezeichnungen für Angestellter und Arbeiter                |
| ------------------- | --- | ---------------------------------------------------------------- |
| Keine Rangabzeichen | – | Hauer                                                            |
|                     | – | Steiger                                                          |
|                     | – | Fahrsteiger; Bergbaubeflissener                                  |
|                     | – | Obersteiger; Gruben-Markscheider                                 |
|                     | Kontrollierender Markscheider; Dampfkessel-Revisor; Bergreferendar; Oberlehrer an königlichen Bergschulen                                   | –                                                                |
|                     | Inspektor; Oberinspektor; Oberbergamts-Markscheider; Bergassessor; Direktor der königlichen Bergschulen; Bezirksgeologe                     | –                                                                |
|                     | Revierbeamter; Landesgeologe | Mitglied der Bergwerks-Direktionen                               |
|                     | Direktoren und Mitglieder der Oberbergämter, der Ministerial-Abteilung für das Berg-, Hütten- und Salinenwesen; Direktoren der Bergakademie | Direktor der Staatswerke; Vorsitzender der Bergwerks-Direktionen |
| Quelle:             | [ 3 ] |                                                                  |